# Coventry Motette
Coventry Motette is een Brits historisch merk van motorfietsen.
De bedrijfsnaam was: The British Motor Syndicate, Coventry
The British Motor Syndicate was ontstaan toen Harry John Lawson The Daimler Motor Syndicate Limited had overgenomen. Lawson verwierf ook de Britse patenten voor de Léon Bollée en De Dion-Bouton tricycles en automobielen. Hij liet de technicus Turrell de 2½pk-Léon Bollée-motor met gloeibuisontsteking verbeteren en bracht daarmee in 1899 zijn eigen tricycles op de markt. Deze werden in 1901 gevolgd door damesmotorfietsen waarbij de motor voor het achterwiel zat en dit via een houten rol aandreef. In 1903 werd de productie beëindigd. Lawson was toen al in diverse rechtszaken verwikkeld omdat zijn patentrechten niet zo waterdicht waren als gedacht. Lawson werd in 1904 voor het op frauduleuze onttrekken van geld aan zijn aandeelhouders tot een jaar dwangarbeid veroordeeld.

## Trivia
Mevrouw F.H. De Veuille reed een Coventry Motette damesmotorfiets van Coventry naar Londen en het gerucht ging dat Harry Lawson haar daarvoor als dank een ring met briljant gaf.